# Concise
Concise je obec na západě Švýcarska v kantonu Vaud. Žije zde 995 obyvatel.

## Geografie
Concise leží v nadmořské výšce 440 m, vzdušnou čarou 10 km severovýchodně od okresního města Yverdon-les-Bains. Obec leží na jižním úpatí Jury, na úpatí hory Mont Aubert po obou stranách potoka Ruisseau du Moulin, v blízkosti západního břehu Neuchâtelského jezera.
Území obce o rozloze 11,4 km² zahrnuje část na severozápadním břehu Neuchâtelského jezera. Území obce se táhne od břehu jezera na sever přes hustě zalesněný svah (Bois de la Côte) až k jurskému masivu Mont Aubert, kde se nachází nejvyšší bod Concise ve výšce 1320 m n. m. Malá část území obce (Joux de Mutrux) leží severně od hřebene v povodí potoka La Vaux. Na východě území se nachází Bois de Seyte (635 m n. m.), úpatí hory Mont Aubert. V roce 1997 tvořila 5 % rozlohy obce zastavěná plocha, 67 % lesy a lesní porosty a 28 % zemědělství.
Concise zahrnuje vesnice La Raisse (466 m n. m.) na východním svahu Bois de Seyte a La Lance (435 m n. m.) na jeho jižním svahu v údolí Diaz a několik samostatných farem. Sousedními obcemi Concise jsou Corcelles-près-Concise, Bonvillars, Provence a Mutrux v kantonu Vaud a La Grande Béroche v kantonu Neuchâtel. U Neuchâtelského jezera se nachází trojmezí kantonů (Fribourg, Neuchâtel a Vaud). 

## Historie

Letecký pohled (1954)

Concise má velmi dlouhou tradicí osídlení. Při stavbě železnice (do roku 1859) byly na břehu jezera objeveny četné kulturní vrstvy z neolitu a doby bronzové. Kůlová obydlí byla pravděpodobně osídlena mezi lety 3850 a 1050 př. n. l. Při stavbě nové železniční trati v letech 1990–2000 byly pod dohledem kantonálního úřadu pro ochranu památek provedeny další vykopávky. Dnes patří břeh jezera u Concise k nejvýznamnějším lokalitám kůlových obydlí severně od Alp. Od doby železné se na terase u Concise nacházelo osídlení. Z tohoto období pochází mohyla o průměru asi 15 metrů. Dochovaly se také stopy z doby římské.
První písemná zmínka o obci pochází z roku 1179 pod názvem Concisa. Název je odvozen z latinského slova concidere (což znamená „kácet“, například pokácený strom nebo pokácený les). Concisa patřila od středověku k panství Grandson. Severně od obce se 2. března 1476 odehrála bitva u Grandsonu, v níž konfederáti uštědřili porážku vojskům Karla Smělého. Bitvu dnes připomíná pamětní deska a pamětní kámen. Po roce 1476 se Grandson stal državou pod společnou vládou Bernu a Fribourgu. Po pádu Staré konfederace patřilo Concise v letech 1798–1803 v období Helvétské republiky ke kantonu Léman, který byl poté, když vstoupila v platnost Ústava o zprostředkování, sloučen s kantonem Vaud.

## Obyvatelstvo
| Rok            | 1850 | 1880 | 1900 | 1910 | 1930 | 1950 | 1960 | 1970 | 1980 | 1990 | 2000 |
| Počet obyvatel | 746  | 774  | 726  | 700  | 709  | 702  | 650  | 650  | 615  | 593  | 684  |

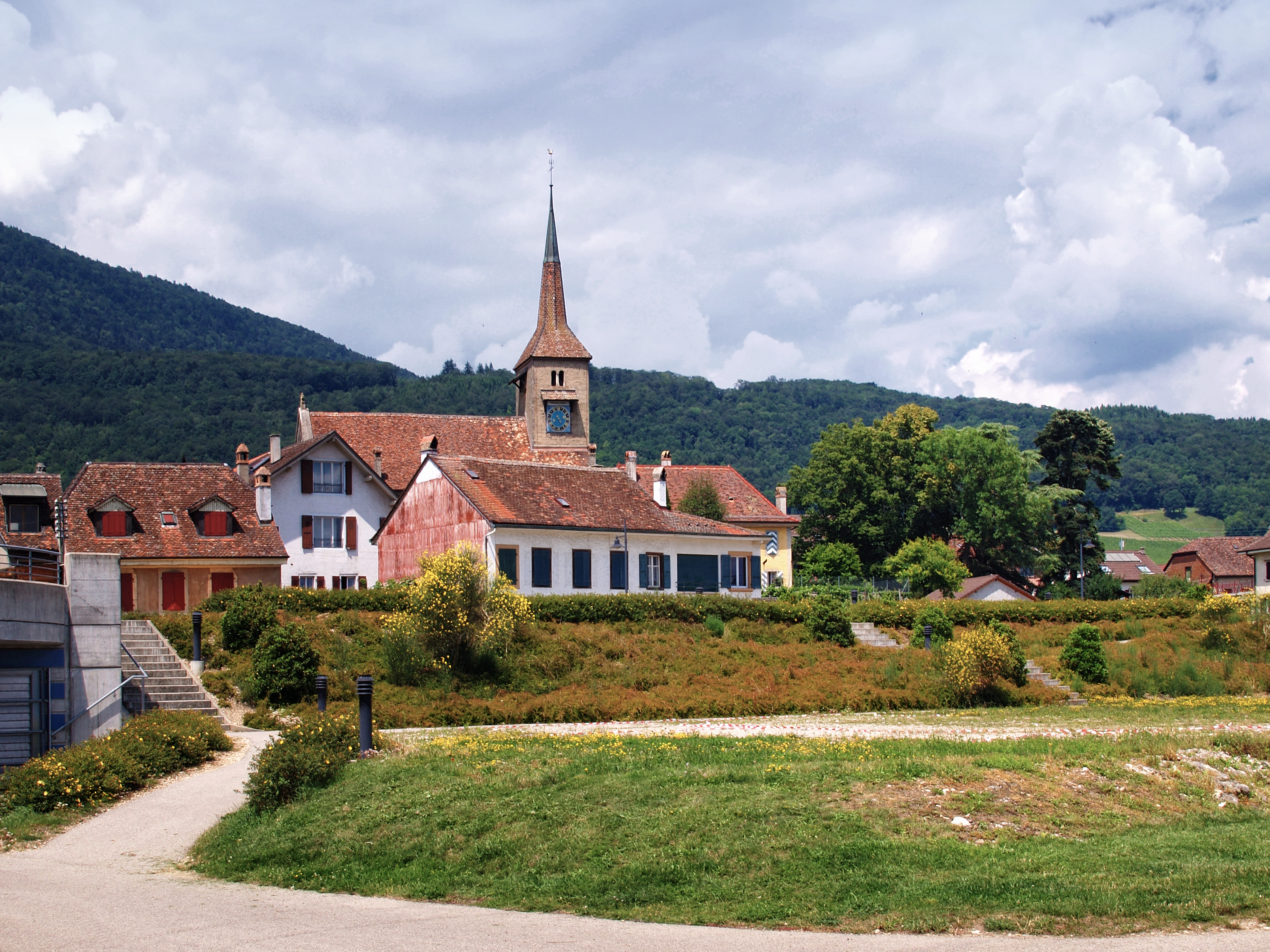
Kostel sv. Jana Křtitele

Z celkového počtu obyvatel je 88,2 % francouzsky mluvících, 5,9 % německy mluvících a 3,2 % portugalsky mluvících (stav v roce 2000).

## Hospodářství
Concise je dosud převážně zemědělskou obcí. V okolí obce a na svazích Jury se pěstuje především vinná réva, orná půda a ovocnářství, zatímco na Mont Aubert převažuje chov dobytka a dojnic. Další pracovní místa se nacházejí v podnicích zabývajících se kovovými konstrukcemi a v místních malých podnicích.

## Doprava
Obec má dobré dopravní spojení. Leží na hlavní silnici č. 5 z Neuchâtelu do Yverdonu. Po otevření dálnice A5 v květnu 2005 došlo v centru obce ke znatelnému snížení intenzity dopravy. Nejbližší napojení na dálnici, která prochází územím obce, je vzdáleno asi 5 km od centra obce.
Dne 7. listopadu 1859 byla slavnostně otevřena železniční trať z Yverdonu do Neuchâtelu se stanicí v Concise. Klikatá trasa mezi Concise a Gorgierem byla v rámci projektu nových tratí Rail 2000 napřímena a přeložena do nového tunelu poblíž centra Concise. Spojení veřejné dopravy zajišťuje autobusová linka Postbus z Yverdonu do Gorgier.

## Fotogalerie

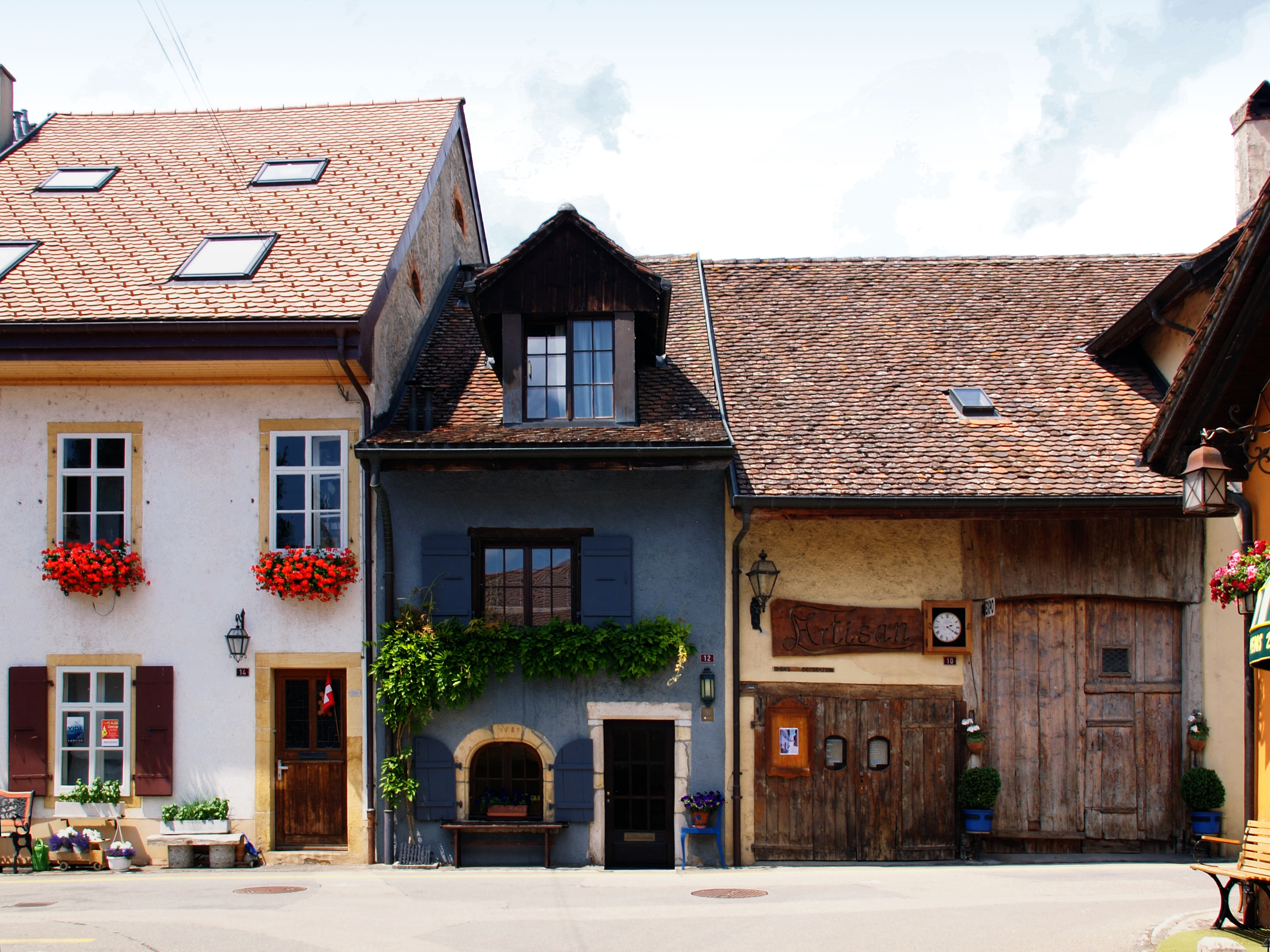
Concise-Le Pontet
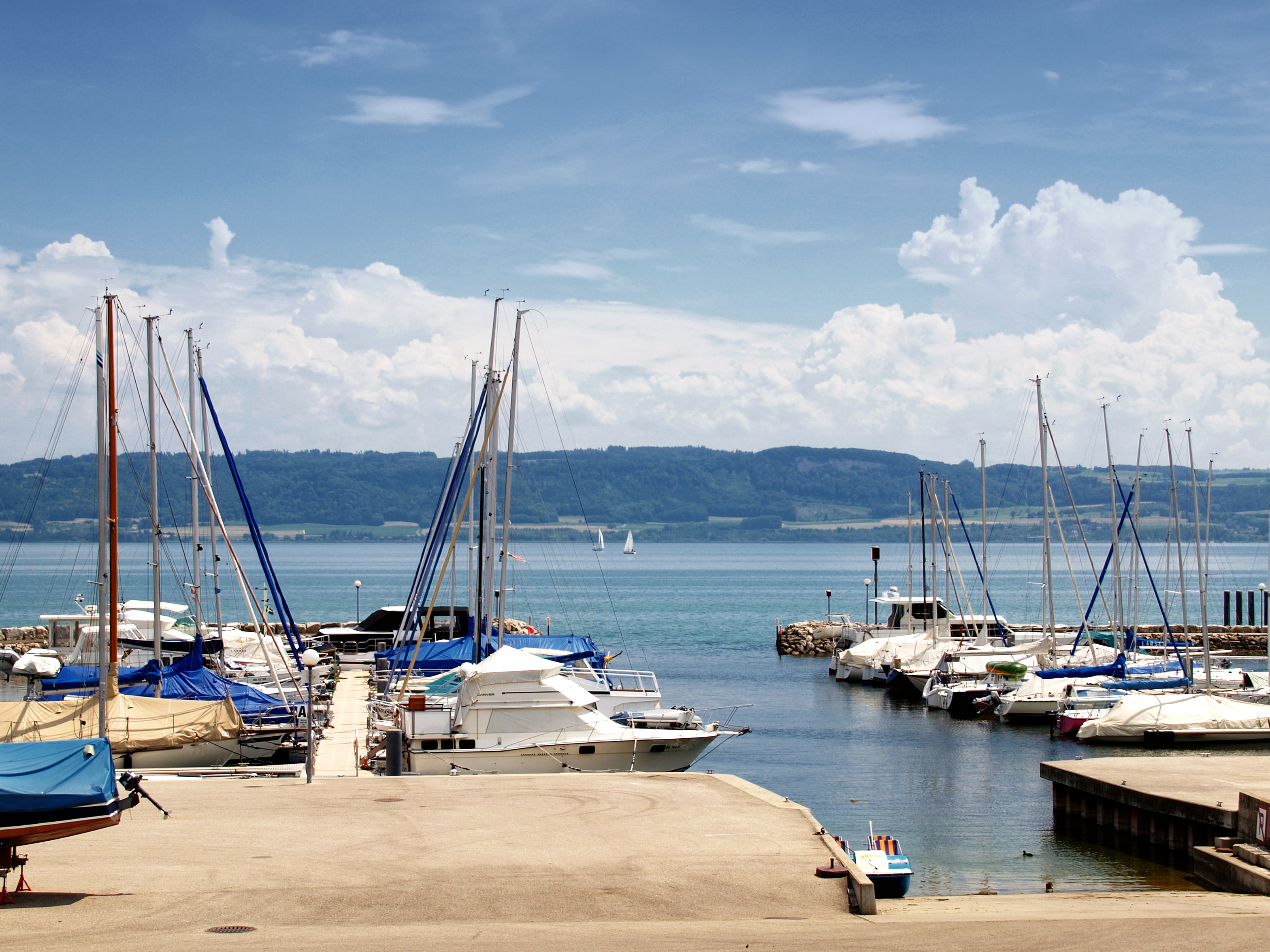
Přístav
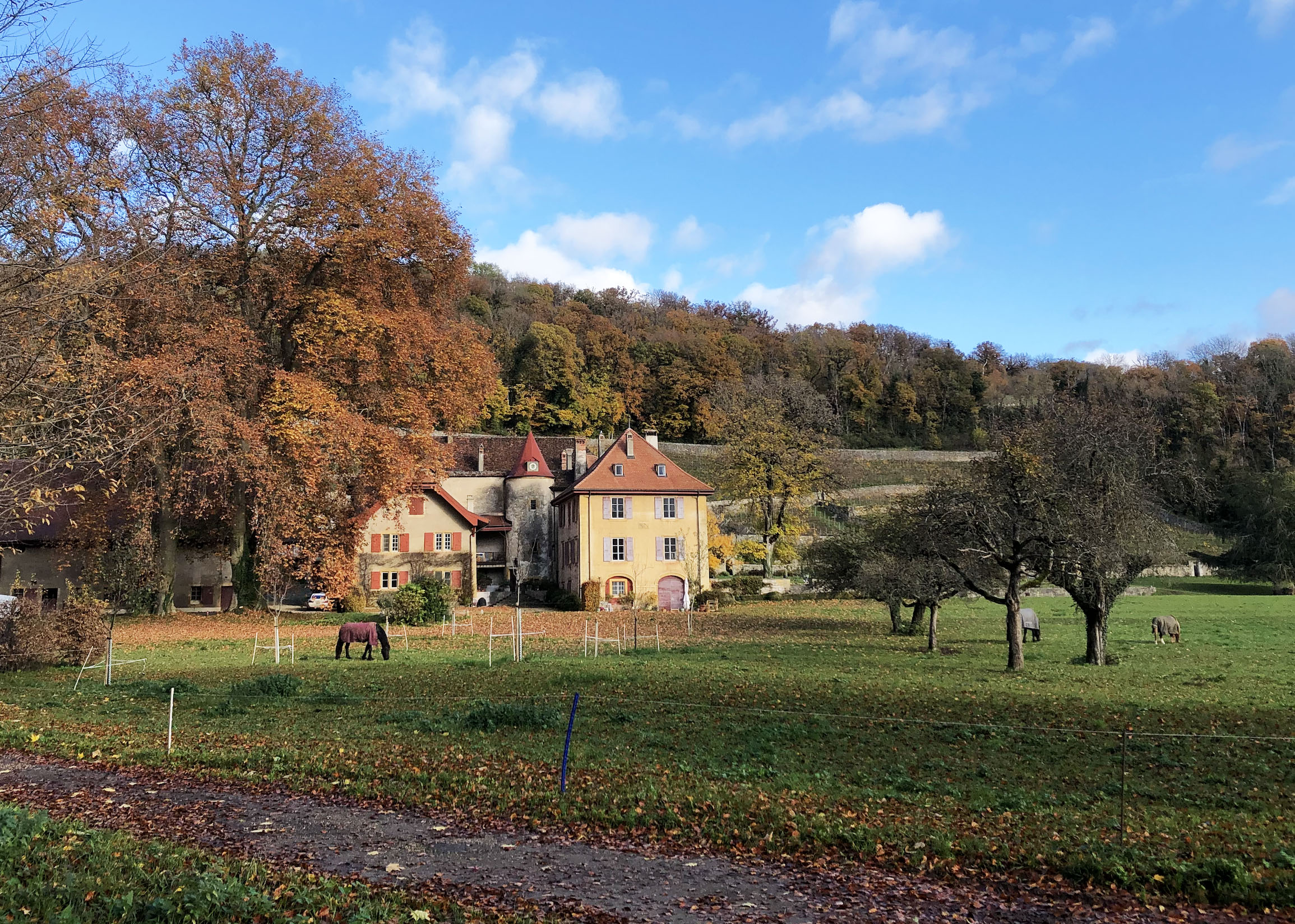
La Lance